# Sinognathus gracilis
Sinognathus gracilis è un terapside estinto, appartenente ai cinodonti. Visse nel Triassico medio (Anisico, circa 245 milioni di anni fa) e i suoi resti fossili sono stati ritrovati in Cina.

## Descrizione
Questo animale doveva essere di piccole dimensioni, e si suppone che la lunghezza totale non superasse i 50 centimetri. Sinognathus era caratterizzato dalla presenza di grandi fosse temporali di forma quadrangolare nella parte posteriore del cranio e da una cresta parietale acuta. Il muso era corto e stretto, le ossa frontali di forma triangolare e le ossa giugali forti; le arcate zigomatiche, tuttavia, erano poco arcuate. Tutti i denti avevano radice singola. Probabilmente erano presenti quattro incisivi superiori, due incisivi inferiori, un canino superiore, uno inferiore e sette denti postcanini sia nella mascella che nella mandibola. 

## Classificazione
Sinognathus gracilis venne descritto per la prima volta da C. C. Young nel 1959, sulla base di resti fossili ritrovati in Cina, nella provincia di Shanxi, in terreni di inizio del Triassico medio. Sinognathus è stato considerato variamente come un trinassodontide o come un cinognatide, ma successive ricerche hanno determinato che questo animale era un rappresentante dei triracodontidi, un gruppo di cinodonti di piccole dimensioni dalle abitudini erbivore, più derivati rispetto sia a Thrinaxodon che a Cynognathus. In particolare, Sinognathus farebbe parte di una radiazione asiatica di triracodontidi, comprendente anche l'affine Beishanodon (Gao et al., 2010).